# Tidskriften Staden
Tidskriften Staden är en svensk kulturtidskrift för samtida litteratur och konst som grundades 2012. Den är ett forum för modern konst som utger både svenska författare och översättningar av den senaste internationella litteraturen. Dess fokus ligger på prosa och poesi, men trycker även konstnärliga essäer och fotografier. 
Tidskriften Staden har publicerat texter av Saša Stanišić, Christian Kühne, Clemens J. Setz, Andrés Stoopendaal, Karin Brygger, Lina Hagelbäck, Erik Kuoksu, Karl Appelgren, Arvid Nero, Robert Azar, Anders Persson, Peter Missios och Alfred Matérn, samt målningar av Katharina Jobst, Arsène Welkin och Mariana Castillo López.
Den utkommer med fyra nummer om året.